# Емерік Лапорт
Емерік Лапорт (фр. Aymeric Laporte, нар. 27 травня 1994, Ажен, Франція) — іспанський футболіст французького та баскського походження, центральний захисник  саудитського клубу «Ан-Наср» та молодіжної збірної Франції.
Другий легіонер в історії «Атлетіка» (Більбао), в якому грають виключно баски. Першим був також баск з французьким громадянством Біксант Лізаразю.

## Клубна кар'єра

### «Атлетік» Більбао
Народився 27 травня 1994 року в місті Ажен. Вихованець юнацьких команд місцевого клубу «Ажен», клубу «Байонна» та іспанського «Атлетік Більбао».
У дорослому футболі дебютував 2011 року виступами за фарм-клуб «Атлетіка», команду «Басконія», в якій провів один сезон, взявши участь у 33 матчах чемпіонату. Більшість часу, проведеного у складі «Басконії», був основним гравцем захисту команди.
2012 року перейшов на рівень вище — до команди «Більбао Атлетік», дублерів «Атлетіка». Того ж року дебютував й у складі головної команди «Атлетік Більбао». Попри молодий вік швидко став основним захисником клубу з Більбао.

### «Манчестер Сіті»
30 січня 2018 року перейшов до складу «Манчестер Сіті», підписавши контракт на 5 років. У новому клубі футболіст обрав для себе 14-й номер, а сума трансферу склала 65 мільйонів євро.

## Виступи за збірні
2011 року дебютував у складі юнацької збірної Франції, взяв участь у 32 іграх на юнацькому рівні, відзначившись 2 забитими голами.
З 2013 року залучається до складу молодіжної збірної Франції. На молодіжному рівні зіграв у 19 офіційних матчах та забив один гол.
Навесні 2021 року, перед стартом Євро-2020, Лапорт отримав право виступати за збірну Іспанії.
| Дата       | Місто           | Господарі  | Результат               | Гості      | Турнір                               | Голи | Примітки |
| ---------- | --------------- | ---------- | ----------------------- | ---------- | ------------------------------------ | ---- | -------- |
| 4-6-2021   | Мадрид          | Іспанія    | 0 – 0                   | Португалія | товариський матч                     | -    | 79'      |
| 14-6-2021  | Севілья         | Іспанія    | 0 – 0                   | Швеція     | ЧЄ 2020 - груповий етап              | -    |          |
| 19-6-2021  | Севілья         | Іспанія    | 1 – 1                   | Польща     | ЧЄ 2020 - груповий етап              | -    |          |
| 23-6-2021  | Севілья         | Словаччина | 0 – 5                   | Іспанія    | ЧЄ 2020 - груповий етап              | 1    |          |
| 28-6-2021  | Копенгаген      | Хорватія   | 3 – 5                   | Іспанія    | ЧЄ 2020 - 1/8 фіналуdts              | -    |          |
| 2-7-2021   | Санкт-Петербург | Швейцарія  | 1 – 1 д.ч. (1 – 3 п.п.) | Іспанія    | ЧЄ 2020 - чвертьфінал                | -    | 90+3'    |
| 6-7-2021   | Лондон          | Італія     | 1 – 1 д.ч. (4 – 2 п.п.) | Іспанія    | ЧЄ 2020 - півфінал                   | -    |          |
| 2-9-2021   | Сульна          | Швеція     | 2 – 1                   | Іспанія    | Відбір до ЧС 2022                    | -    | 40'      |
| 5-9-2021   | Бадахос         | Іспанія    | 4 – 0                   | Грузія     | Відбір до ЧС 2022                    | -    | 46'      |
| 8-9-2021   | Приштина        | Косово     | 0 – 2                   | Іспанія    | Відбір до ЧС 2022                    | -    |          |
| 6-10-2021  | Мілан           | Італія     | 1 – 2                   | Іспанія    | Ліга націй УЄФА 2020—2021 - півфінал | -    |          |
| 10-10-2021 | Мілан           | Іспанія    | 1 – 2                   | Франція    | Ліга націй УЄФА 2020—2021 - фінал    | -    | 86'      |
| 11-11-2021 | Афіни           | Греція     | 0 – 1                   | Іспанія    | Відбір до ЧС 2022                    | -    |          |
| 14-11-2021 | Севілья         | Іспанія    | 1 – 0                   | Швеція     | Відбір до ЧС 2022                    | -    |          |
| 29-3-2022  | Ла-Корунья      | Іспанія    | 5 – 0                   | Ісландія   | товариський матч                     | -    |          |
| 17-11-2022 | Амман           | Йорданія   | 1 – 3                   | Іспанія    | товариський матч                     | -    | 58'      |
| 23-11-2022 | Доха            | Іспанія    | 7 – 0                   | Коста-Рика | ЧС 2022 - груповий етап              | -    |          |
| 27-11-2022 | Ель-Хаур        | Іспанія    | 1 – 1                   | Німеччина  | ЧС 2022 - груповий етап              | -    |          |
| 6-12-2022  | Ер-Раян         | Марокко    | 0 – 0 д.ч. (3 – 0 п.п.) | Іспанія    | ЧС 2022 - 1/8 фіналу                 | -    | 77'      |
| Усього     |                 | Матчів     | 19                      |            | Голів                                | 1    |          |

## Досягнення
- Володар Суперкубка Іспанії:

«Атлетік»: 2015
- Володар Кубка Ліги:

«Манчестер Сіті»: 2017-18, 2018-19, 2019-20, 2020-21
- Чемпіон Англії:

«Манчестер Сіті»: 2017-18, 2018-19, 2020-21, 2021-22, 2022-23
- Володар Суперкубка Англії:

«Манчестер Сіті»: 2018, 2019
- Володар Кубка Англії:

«Манчестер Сіті»: 2018-19, 2022-23
- Переможець Ліги чемпіонів УЄФА:

«Манчестер Сіті»: 2022-23
- Володар Суперкубка УЄФА (1):

«Манчестер Сіті»: 2023
Збірні
- Переможець Ліги націй УЄФА: 2022-23
- Чемпіон Європи: 2024[7]